# Gouvernement Coulibaly II
Pour les articles homonymes, voir Gouvernement Coulibaly.
Troisième République
Coulibaly I Coulibaly III
 Le gouvernement Amadou Gon Coulibaly II, issu du remaniement ministériel du 10 juillet 2018, est le deuxième gouvernement de la Troisième République ivoirienne. Il prend fin le 4 septembre 2019. Il était composé de 36 ministres et de 5 secrétaires d'État.

## Composition
| Image | Fonction                                                                                | Prénom(s) et Nom     | Parti     |
| ----- | --------------------------------------------------------------------------------------- | -------------------- | --------- |
|       | Président de la République                                                              | Alassane Ouattara    | RDR/RHDP  |
|       | Vice-président de la République                                                         | Daniel Kablan Duncan | PDCI/RHDP |
|       | Premier ministre, chef de gouvernement, ministre du Budget et du Portefeuille de l’État | Amadou Gon Coulibaly | RDR/RHDP  |

### Ministre d'État
| Image | Fonction                         | Prénom(s) et Nom | Parti    |
| ----- | -------------------------------- | ---------------- | -------- |
|       | Ministre d’État et de la Défense | Hamed Bakayoko   | RDR/RHDP |

### Ministres
| Image | Fonction                                                                                                | Prénom(s) et Nom            | Parti        |
| ----- | --- | --------------------------- | ------------ |
|       | Ministre des Affaires Etrangères                                                                        | Marcel Amon-Tanoh           | PDCI/RHDP    |
|       | Ministre de l’Enseignement Supérieur et de la Recherche Scientifique                                    | Albert Toikeusse Mabri      | UDPCI        |
|       | Ministre de l'Éducation Nationale de l’Enseignement technique et de la Formation professionnelle        | Kandia Camara               | RDR/RHDP     |
|       | Garde des Sceaux, ministre de la Justice et des Droits de l'homme                                       | Sansan Kambilé              |              |
|       | Ministre de l’Intérieur et de la Sécurité                                                               | Sidiki Diakité              | Indépendant  |
|       | Ministre des Eaux et Forêts                                                                             | Alain Richard Donwahi       | Indépendant  |
|       | Ministre de l’Intégration africaine et des Ivoiriens de l’extérieur                                     | Ally Coulibaly              | RDR/RHDP     |
|       | Ministre de l’Agriculture et du Développement rural                                                     | Mamadou Sangafowa Coulibaly | RDR/RHDP     |
|       | Ministre des Ressources animales et halieutiques                                                        | Kobenan Kouassi Adjoumani   | PDCI/RHDP    |
|       | Ministre du Plan et du Développement                                                                    | Kaba Nialé                  | Indépendante |
|       | Ministre des Transports                                                                                 | Amadou Koné                 | Indépendant  |
|       | ministre de l’Emploi et de la protection sociale                                                        | Pascal Abinan Kouakou       | RDR/RHDP     |
|       | Ministère de l'Économie et des Finances                                                                 | Adama Koné                  | Indépendant  |
|       | Ministre de la Construction et du Logement et de l’Urbanisme                                            | Bruno Koné                  | RDR/RHDP     |
|       | Ministre de la Santé                                                                                    | Eugène Aouélé Aka           |              |
|       | Ministre de la Ville                                                                                    | François Albert Amichia     | PDCI/RHDP    |
|       | Ministre des Mines et de la Géologie                                                                    | Jean-Claude Kouassi         |              |
|       | Ministre de l’Assainissement et de la Salubrité                                                         | Anne Désirée Ouloto         | RDR/RHDP     |
|       | Ministre de la Modernisation de l’administration et de l’Innovation du service public                   | Raymonde Goudou-Coffie      | PDCI/RHDP    |
|       | Ministre de la Culture et de la Francophonie                                                            | Maurice Kouakou Bandaman    | RDR/RHDP     |
|       | Ministre de l’Équipement et de l’Entretien routier                                                      | Amédé Koffi Kouakou         |              |
|       | Ministre du Pétrole, de l’Énergie et du Développement des Énergies renouvelables                        | Thierry Tanoh               |              |
|       | Ministre de l’Environnement et du Développement durable                                                 | Joseph Seka Seka            | PIT          |
|       | Ministre de la Femme, de la Famille et de l’Enfant                                                      | Ramata Ly-Bakayoko          | RDR/RHDP     |
|       | Ministre de la Solidarité, de la Cohésion sociale et de la Lutte contre la pauvreté                     | Mariatou Koné               | UDPCI/RHDP   |
|       | Ministre du Commerce, de l’Industrie et de la Promotion des PME                                         | Souleymane Diarrassouba     | RDR/RHDP     |
|       | Ministre de l’Artisanat                                                                                 | Sidiki Konaté               |              |
|       | Ministre de l’Économie numérique et de la Poste                                                         | Claude Isaac Dé             |              |
|       | Ministre de la Fonction publique                                                                        | Issa Coulibaly              |              |
|       | Ministre de la Communication et des Médias, porte-parole du gouvernement                                | Sidi Tiémoko Touré          | RDR/RHDP     |
|       | Ministre du Tourisme et des Loisirs                                                                     | Siandou Fofana              |              |
|       | Ministre des Sports                                                                                     | Claude Paulin Danho         | PDCI/RHDP    |
|       | Ministre de l’Hydraulique                                                                               | Laurent Tchagba             | UDPCI        |
|       | Ministre de la Promotion de la jeunesse et de l’Emploi des jeunes, porte-parole adjoint du gouvernement | Mamadou Touré               | RDR/RHDP     |

### Secrétaires d'État
| Image | Fonction | Prénom(s) et Nom     | Parti       |
| ----- | --- | -------------------- | ----------- |
|       | Secrétaire d’État auprès du Premier ministre, chargé du Budget et du Portefeuille de l’État                                  | Moussa Sanogo        | Indépendant |
|       | Secrétaire d’État auprès du Premier ministre, chargé de la Promotion de l’Investissement privé                               | Emmanuel Esmel Essis |             |
|       | Secrétaire d’État chargé du Service civique                                                                                  | Siaka Ouattara       |             |
|       | Secrétaire d’État auprès du Garde des Sceaux, ministre de la Justice et des Droits de l’homme, chargée des Droits de l’homme | Aimée Zebeyoux       |             |
|       | Secrétaire d’État auprès ministre du Commerce, de l’Industrie et de la Promotion des PME, chargé de la Promotion des PME     | Félix Anoblé         |             |

### Au titre de la présidence de la République
| Image | Fonction                                                                                                  | Prénom(s)           | Parti    |
| ----- | --- | ------------------- | -------- |
|       | Ministre auprès du président de la République chargé des Relations avec les institutions de la République | Gilbert Koné Kafana | RDR/RHDP |
|       | Ministre conseiller spécial auprès du président de la République                                          | Abdourahmane Cissé  | RDR/RHDP |